# بني سالم
قرية بني سالم هي إحدى القرى التابعة لمركز دير مواس بمحافظة المنيا في جمهورية مصر العربية. حسب إحصاءات سنة 2006، بلغ إجمالي السكان في بني سالم 16397 نسمة، منهم 8335 رجلا و8062 امرأة.